# Brigitte Fouré
Brigitte Fouré (ur. 13 sierpnia 1955 w Amiens) – francuska polityk i samorządowiec, w latach 2008–2009 posłanka do Parlamentu Europejskiego. Odznaczona Legią Honorową.

## Życiorys
Studiowała prawo na uczelniach w Amiens i Paryżu. Zaangażowana w działalność ugrupowań republikańskich, w połowie lat 80. została radną regionalną w Pikardii, a następnie radną miejską w Amiens. Pełniła funkcję zastępcy mera tej miejscowości (u boku Gilles’a de Robiena). W 2002 zastąpiła go na urzędzie burmistrza tej miejscowości (zajmowała to stanowisko do 2007).
W wyborach w 2004 kandydowała bez powodzenia do Parlamentu Europejskiego z listy Unii na rzecz Demokracji Francuskiej. W 2007 po rozłamie w tym ugrupowaniu przeszła do proprezydenckiego Nowego Centrum. W 2008 objęła mandat eurodeputowanej w miejsce Jean-Louisa Bourlangesa. Wchodziła w skład grupy EPP-ED, a także Komisji Transportu i Turystyki. W 2009 nie ubiegała się o reelekcję.
Pozostała jednocześnie radną w Amiens, w 2014 zwyciężyła w kolejnych wyborach samorządowych, powracając na urząd mera tej miejscowości. W 2020 z powodzeniem ubiegała się o reelekcję na kolejną kadencję.
W 2015 i 2021 wybierana na radną nowego regionu, który przyjął nazwę Hauts-de-France. Objęła funkcję wiceprzewodniczącej rady regionalnej.